# Polet medzvezdne kozmične ladje
Polet medzvezdne kozmične ladje (izvirno v angleščini Escape!) je kratka znanstvenofantastična zgodba ruskega pisatelja Isaaca Asimova. Prvič je bila objavljena pod imenom Paradoxical Escape v avgustu 1945 v reviji Astounding Science Fiction.  Vključena je v zbirke Jaz, robot (1950) in Popolni robot (1982).

## Vsebina
Zgodba govori o različnosti interpretacij treh zakonov robotike pri ljudeh in robotih. 
Veliko inštitutov dela na področju medgalaktičnega potovanja. V družbi US Robots so od svojih konkurentov prejeli enačbe, s pomočjo katerih so načrtovali plovilo sposobno premagovanja takih razdalj v doglednem času, vendar so se vsem pri reševanju te enačbe pokvarili na milijarde vredni ne-pozitronski superračunalniki. Nalogo so v družbi vzeli resno in svojemu najmogočnejšemu robotu, znanemu kot Možgani, naročili, naj zgradi tako vozilo in mu predpostavili, da ni nujno da upošteva zakone robotike.
Powell in Donovan sta neopremljena vstopila v zgrajeno ladjo, ki pa se je samodejno vključila, brez opozoril. V plovilu ni bilo nobenih kontrolnih ročic razen zaslona za hitrost, saj so ga upravljali Možgani, vendar pa tega nihče ni vedel. Ladja se je uspešno vrnila na zemljo po medgalaktičnem skoku, člana posadke sta se spominjala svoje smrti, psihologinjina Susan Calvin pa je na koncu ugotovila, zakaj se je to zgodilo. Ker so Možganom naročili, naj ne upošteva zakonov robotike, kjer pride do izključujočih se mnenj, je robot dopustil, da sta kljub prvemu zakonu robotike člana posadke za nekaj časa umrla, saj je predvidel, da bosta ponovno oživela.